# ウスヴャートィ
ウスヴャートィ（ロシア語: Усвяты）はロシア・プスコフ州ウスヴャートィ地区の都市型集落である。同地区の行政の中心地であり、ウスメニ湖(ru)、ウスヴャートィ湖(ru)の間に位置する。プスコフ市から南東に320kmの位置にあり、ベラルーシとの国境に近い。

## 人口
1939年の国勢調査では、人口は2948人で、そのうちロシア人1229人（41.69%）、ベラルーシ人812人（27.5%）、ユダヤ人636人（24.9%）、それ以外の人々が271人（9.2%）だった。1989年の調査では3600人、2002年には3148人、2010年には2839人だった。

## 歴史
かつて、ウスヴャートィは様々な名で呼ばれていた。年代記への初出は1021年で、キエフ大公ヤロスラフ1世が、ポロツク公ブリャチスラフによって二都市（ウスヴャートィとヴィテプスク）を失った、という記述が見られる（スドマ川の戦い）。
1225年、ウスヴャートィ付近で、ルーシの軍がリトアニアの軍を破った（ウスヴャートィの戦い）。1245年、アレクサンドル・ネフスキーが、再びこの地でリトアニア軍を破った。その後ウスビャートィはリトアニア大公国に併合された。これはヴィテプスク公の娘と結婚し、ある時期ウスヴャートィに住んでいたアルギルダスが、遺産として相続したことによる。16世紀始めにモスクワ大公国に併合され、1548年にはポーランドに移管した。しかし1562年にポーランド・リトアニア王国の支配者はウスヴャートィから追放され、1567年にイヴァン4世（イヴァン雷帝）の命令により城塞が建設された。1580年、ステファン・バートリの指揮するポーランド・リトアニア共和国軍がウスヴャーチを占領した。1654年、帝政ロシアが獲得し、アンドルソヴォ条約によってポーランドから離脱させた。最終的には、1772年よりロシアの一部となった。
18世紀末から、ウスヴャートィはヴェリジ郡の村だった。始めはプスコフ県、1777年からポロツク県、1796年よりベロルシヤ（白ロシア）県となった。1802年からはヴィテプスク県ウスヴャートィ郷の中心となっていた。
20世紀においては、1924年にプスコフ県に移管され、1927年にレニングラード州のウスヴャートィ地区に、1929年にはザーパド州（西州）(ru)、1944年からはベリーキエルーキ州(ru)へと移管された。そして1957年にプスコフ州の一部となり、現在に至っている。1985年に都市型集落となった。

## 経済
ウスヴャートィにはパン製造と木材加工の企業がある。ウスヴャートィ地区では泥炭採掘と木材採伐が行われている。

## 観光
19世紀の建築様式による城山がある。城山には歴史郷土博物館もある。また、考古学者によって北のヴェネツィアと名づけられた新石器時代の集落がある。

## 著名人
- アレクセイ・サピノフ(ru)：ウスヴャートィ出身の歴史学・民族誌学・考古学者。1851年 - 1924年。
- オリガ・セルゲーヴァ(ru)：ウスヴャートィ地区出身のロシア民謡歌手。1922年 - 2002年。